# IFK Mariehamn
Die IFK Mariehamn (schwedisch Idrottsföreningen Kamraterna Mariehamn; deutsch „Sportskameradschaft Mariehamn“) ist ein finnischer Fußballverein in Mariehamn, der Hauptstadt der Region Åland.

## Geschichte
Die schwedischsprachige IFK Mariehamn wurde 1919 gegründet, allerdings entstand die Fußballabteilung erst in den 1930er Jahren. Anfangs nahm die Mannschaft nur an lokalen Turnieren teil, erst ab 1945 spielte man im finnischen Ligasystem mit. Zunächst trat man nur unterklassig an, am Ende des Jahres 1971 gelang erstmals der Aufstieg in die zweite finnische Liga. Abgeschlagen als Tabellenletzter der Liga musste der Verein jedoch wieder absteigen und kehrte erst zur Saison 1977 zurück. Nachdem im ersten Jahr noch knapp der Klassenerhalt geschafft werden konnte, stieg man im folgenden Jahr wieder ab.
1979 bis 1990 spielte IFK Mariehamn drittklassig, ehe man 1991 und 1992 sogar in der vierten Liga antreten musste. Ab 1993 trat der Klub wieder in der dritten Liga an und schaffte 2003 den Aufstieg in die zweite Liga (Ykkönen). Dort wurde der Verein Vizemeister und setzte sich in den Relegationsspielen gegen FC Jazz Pori mit 1:0 und 2:2 durch, wodurch der direkte Durchmarsch ins finnische Oberhaus, die Veikkausliiga, gelang. Als Tabellenzwölfter konnte der Klassenerhalt geschafft werden. Seitdem hielt sich der Verein in der Liga und belegte mit Rang vier 2009, 2012 und 2013 jeweils seine bis dahin beste Endplatzierung.
2012 qualifizierte sich Mariehamn als Fairplaysieger erstmals für die 1. Qualifikationsrunde zur UEFA Europa League.
2016 gewann Mariehamn zum ersten und bisher einzigen Mal die finnische Meisterschaft.

## Erfolge
- Finnischer Fußballmeister (1): 2016
- Finnischer Pokalsieger (1): 2015
- Finnischer Pokalfinalist: 2019

## Europapokalbilanz
| Saison  | Wettbewerb            | Runde                  | Gegner         | Gesamt | Hin     | Rück    |
| ------- | --------------------- | ---------------------- | -------------- | ------ | ------- | ------- |
| 2013/14 | UEFA Europa League    | 1. Qualifikationsrunde | İnter Baku     | 1:3    | 1:1 (A) | 0:2 (H) |
| 2016/17 | UEFA Europa League    | 1. Qualifikationsrunde | Odds BK        | 1:3    | 0:2 (A) | 1:1 (H) |
| 2017/18 | UEFA Champions League | 2. Qualifikationsrunde | Legia Warschau | 0:9    | 0:3 (H) | 0:6 (A) |

Gesamtbilanz: 6 Spiele, 2 Unentschieden, 4 Niederlagen, 2:15 Tore (Tordifferenz −13)